# ダリー語 (ゾロアスター教)
ゾロアスター・ダリー語（ゾロアスター・ダリーご、英: Zoroastrian Dari language）は、西イラン語群の北西群に属する民族方言である。話者はイラン中央部のヤズド、ケルマーン、およびそれらの都市の周辺に居住するゾロアスター教徒の人々である。
ヤズド語、ケルマーン語とも呼ばれる。純言語学的にはナーイーン語との関係が強く、ナーイーン語、ヤズド語、ケルマーン語の順で方言連続体をなす。
ベフディーナーン語あるいはベフディーナーン方言（گویش بهدینان, guyeš-e behdīnān ）とも呼ばれる。「ベフディーナーン」とは文字通りには「良き教え」を意味し、この場合はゾロアスター教のことを指す。昔はガブリー（گبری, ガブル語）とも呼ばれており、言語コード gbz もこれに由来するが、これはイスラーム教徒から見た他称である。ガブルには「礼拝をしない不誠実な人々」という意味合いがあるので現在は使用されない。一方で、ダリーは自称であって、「宮廷の言葉」を意味する。
なお、単に「ベフディーナーン語」あるいは「ベフディーナーン方言」（ guyeš-e behdīnān ）と言った場合、それはクルド語のクルマンジーの方言の一つ（Badînî）を指す場合があるので注意が必要である。また、「ダリー」の名前の由来は、アフガニスタン・イスラム共和国の公用語の一つとして採用されている言語（ダリー語）の名称の由来とよく似ているが、両者は別言語である。
ダリー語の存在がヨーロッパ世界に広く知られるようになったのは、イギリスの旅行者、エドワード・グランヴィル・ブラウンが19世紀後半にヤズドを訪れて、これを知り、また帰国後に著した著書 A Year Amongst the Persians の中で紹介してからのことである。E. G. ブラウンの報告は19世紀当時のダリー語周囲の言語環境を雄弁に物語り、歴史的価値もあるので以下に引用する。
このダリー方言は、ガブル人たちが仲間内だけで使う言葉である。私が知る限り、彼らは皆、ペルシア語をうまく話す。ガブル人たちがダリー方言を話すと、ヤズドのムスリムたちでさえも彼らが何を言っているのかまったくわからない。あるいは、部分的にしか理解できない。これだからこそ、ゾロアスター教徒たちは自分たちのダリー方言を大事にしており、よそ者に教えたがらないのだ。私に対しては、概して快くダリー方言について教えようとしてくれるのではあったが、私があるとき、庭師のジャムシードをつかまえて、もっとダリー方言について教えてくれないかと頼んだところ、老人は勘弁してくれと断った。彼が言うには、おまえさんがたとえ、それを習得したところで、おそらく宝の持ち腐れになるだろうて、ということだった。—E. G. BROWNE (1893)